# Kanton Fresnes
Kanton Fresnes is een voormalig kanton van het Franse departement Val-de-Marne. Kanton Fresnes maakte deel uit van het arrondissement L'Haÿ-les-Roses en telde 25.213 inwoners (1999).
Het werd opgeheven bij decreet van 17 februari 2014 met uitwerking in maart 2015.

## Gemeenten
Het kanton Fresnes omvatte enkel de gemeente Fresnes.